# 沈暉 (明朝)
沈暉（1439年—1518年），字時暘，號豫軒，直隸常州府宜興縣人，明朝政治人物。進士出身。

## 生平
沈暉是天順三年（1459年）己卯科應天府鄉試第七十九名舉人，天順四年（1460年）參加庚辰科會試第八十二名，殿試登進士第二甲第十四名。授南京户部主事，歷官户部署员外郎、郎中。十四年（1478年）改南京礼部郎中，十四年九月升陕西右参议，丁忧归。二十年九月復除福建右参议，二十三年二月升本司右参政，弘治三年（1490年）正月升廣西右布政使，四年五月升江西左布政使。改陕西左布政使，七年四月升都察院右副都御史、抚治郧阳，九年十月调巡抚湖广兼赞理军务，十一年四月升南京工部右侍郎，十三年七月乞致仕。正德十三年卒

## 家族
曾祖父沈原澤，曾任同知。祖父沈榮。父亲沈彜。